# Walter Major 6
Walter Major 6 byl vzduchem chlazený letecký motor, určený k pohonu sportovních a turistických letounů, vyráběný československou firmou Walter (Akciová společnost Walter, továrna na automobily a letecké motory, Praha XVII-Jinonice) mezi lety 1935 až 1940.

## Vznik a vývoj

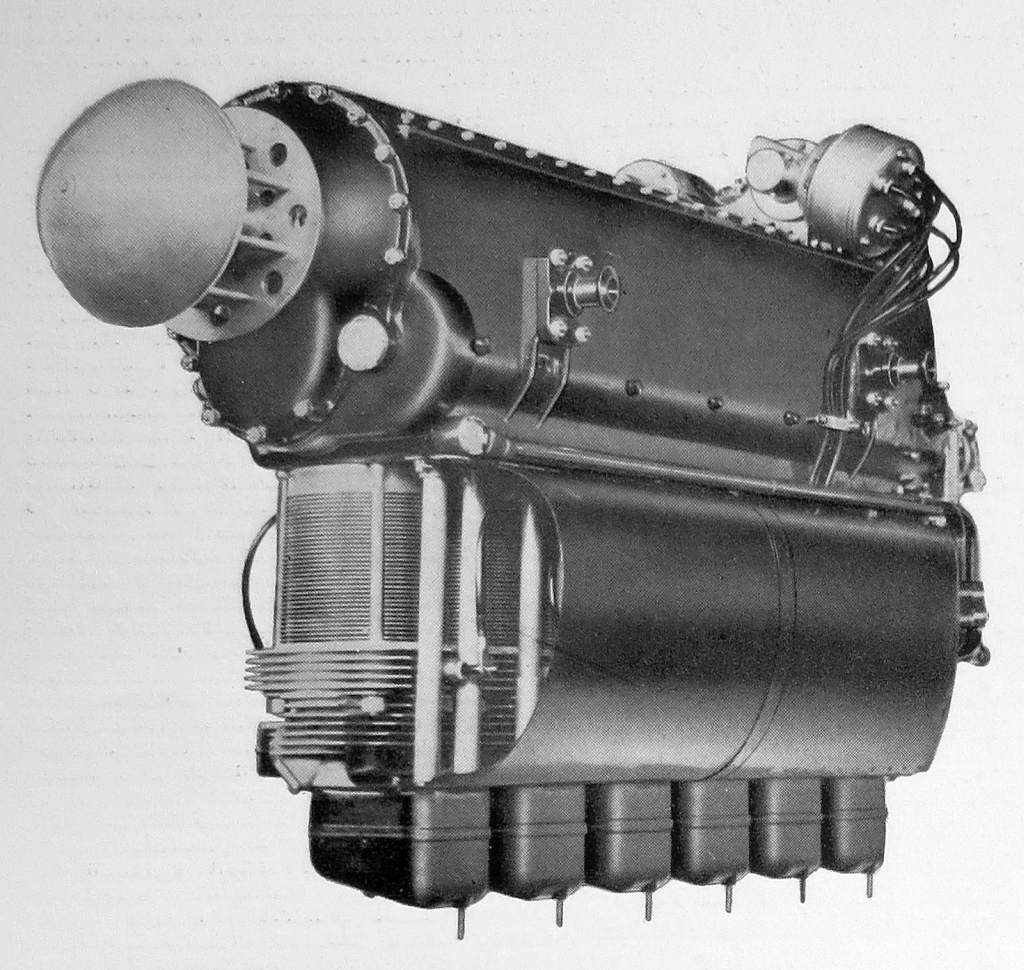
Walter Major 6 (1936)

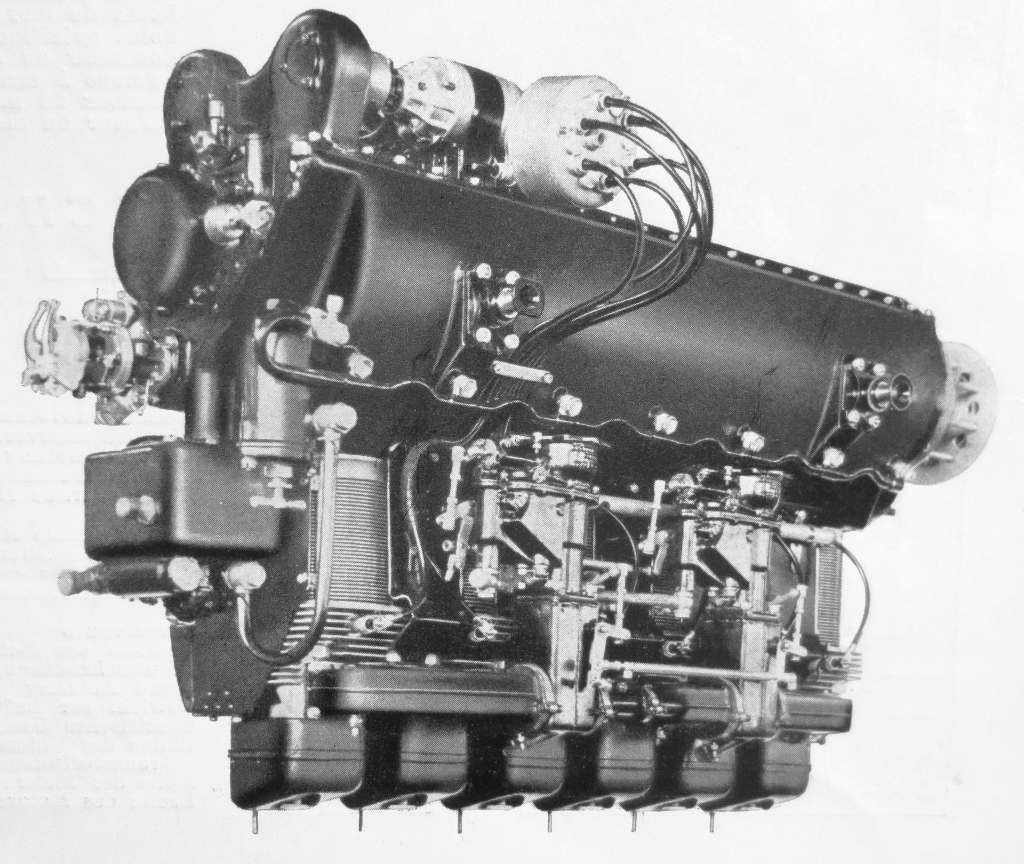
Walter Major 6 (1936)

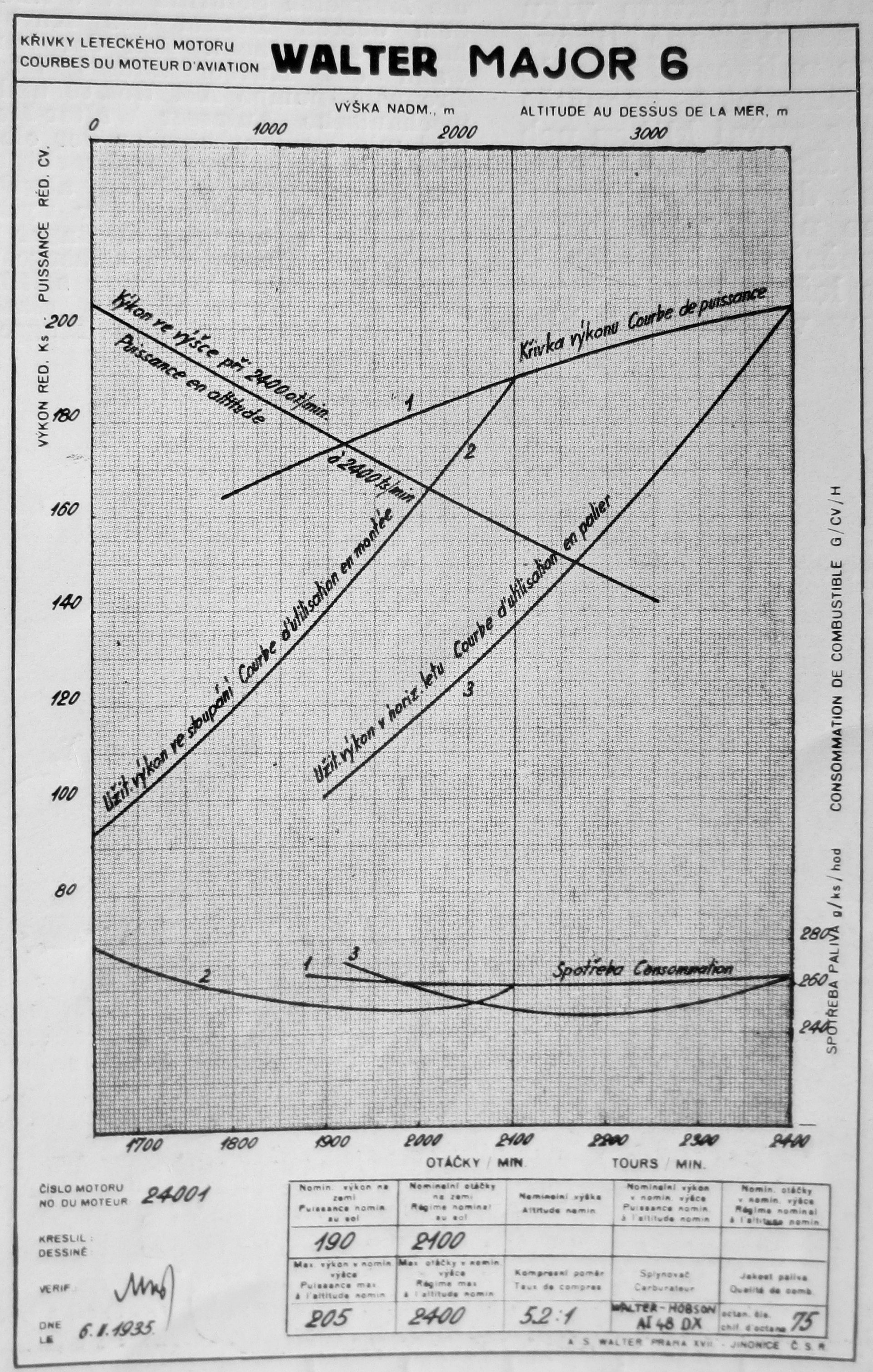
Walter Major 6 (1936) charakteristiky

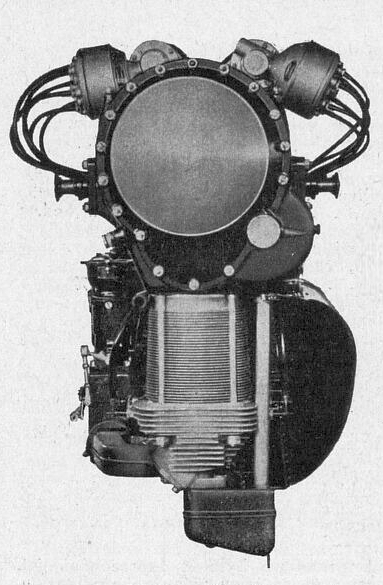
Walter Major 6 I, čelní pohled

Slibný, výkonný motor Walter Major 4 z roku 1934 trpěl nepravidelností chodu při nižších otáčkách. Tuto vrozenou vadu se továrně nepodařilo zcela odstranit. Jeho následník, Walter Major 6 na tom byl z tohoto pohledu podstatně lépe. Oba motory měly stejné vrtání (118 mm) a zdvih (140 mm). Lišily se tedy na první pohled jen počtem válců. Oba pocházely z konstrukce prvního řadového, invertního motoru jinonické továrny Walter Junior 4 z roku 1932. Oproti němu při stejném zdvihu měly převrtané válce z vrtání 115 mm na 118 mm.
Walter Major 6 (1936) byl řadový, šestiválcový vzduchem chlazený invertní letecký motor vyráběný v letech 1936-1940. Byl vyvíjen již v průběhu roku 1935, kdy byl také podrobně představen v továrním magazínu Walter Bulletin. Byl určen pro v tehdejší terminologii tzv. velkou turistiku a akrobacii. Podařilo se i prodat licenci firmě Isotta Fraschini do Itálie, kde se Majory 6 po určitý čas vyráběly. Počet vyrobených motorů se vyskytuje v pramenech odlišně. Udává se 35 (resp. 33) vyrobených motorů Major 6. Na stránkách výrobce se tento typ motoru z hlediska počtu prodaných motorů neuvádí, nicméně dle počtu aplikací a dle počtu vyrobených letounů lze usuzovat, že počty vyrobených motorů musely být vyšší už proto, že v uvedeném počtu 33-35 vyrobených motorů nejsou zahrnuty motory vyrobené firmou Isotta Fraschini.
Tímto typem Walter Major 6 končí éra výroby invertních čtyřválců a šestiválců Walter o vrtání 118 a zdvihu 140 mm.

## Popis
Řadový invertní, vzduchem chlazený šestiválcový motor s přímým pohonem vrtule vznikl přirozeným vývojem ze čtyřválcových motorů Walter Junior 4 a Walter Major 4. S těmito motory jej spojuje jen malá čelní plocha, nízká hmotnost, spolehlivost, trvanlivost a jednoduchá konstrukce ing. Františka Barvitia. Díky podstatně vyššímu výkonu 140-151 kW (190-205 k) byl určen pro větší a rychlejší dopravní a spojovací letadla, ale také pro sportovní a vojenské letouny s tažnou popř. i tlačnou vrtulí. Metalurgicko-technologické vlastnosti použitých materiálů a konstrukční řešení součástí bylo podobné s jeho předchůdcem Walter Major 4. Dimenze těchto součástí ovšem respektovaly zvětšení motoru o 1/3.

## Použití
Walter Major 6 byl zastavován do italských, polských a jugoslávských letounů. V Itálii to bylo u dvouplošníku Breda Ba.44 a u dvoumotorového, šestimístného dopravního dolnoplošníku Caproni Ca.308 Borea.
Jako ostatní řadové invertní motory byl i Walter Major 6 úspěšný na polském trhu. Továrnou DWL z Varšavy (Doświadczalne Warsztaty Lotnicze) konstrukčního týmu Stanisław Rogalski a Jerzy Drzewiecki byl zastavován do letounů RWD-11 (dvoumotorový šestimístný dopravní letoun).
Rogožarski SIM-XII-H (srbsky: Рогожарски СИМ-XII-Х) byl jugoslávský jednomotorový cvičný letoun s dvěma plováky EDO navržený v roce 1938. I tento hydroplán byl vybaven motorem Major 6. Byl vyráběn v továrně Rogožarski v Bělehradě a byl určen pro pilotní výcvik v Letectvu armády Království Jugoslávie.
V Československu tento motor měl "nosit" pouze letoun choceňské firmy Ing. P. Beneš, ing. J. Mráz, továrna na letadla, kde se měl objevit v letounu Beneš-Mráz Be-156 Beta Major. Tento projekt však nebyl realizován.

## Použití motoru Walter Major 6
- Breda Ba.44
- Caproni Ca.308 Borea (Bergamaschi-Borea)
- RWD-11
- Rogožarski SIM-XII-H

## Technická data

### Hlavní technické údaje
- Typ: vzduchem chlazený pístový invertní řadový šestiválec[1][3][2]
- Vrtání válce: 118 mm
- Zdvih pístu: 140 mm
- Celková plocha pístů: 656 cm²
- Zdvihový objem motoru: 9 186 cm³
- Délka se startérem: 1 520 mm
- Šířka: 490 mm
- Výška: 827 mm
- Hmotnost suchého motoru (tj. bez provozních náplní): 175 kg
- Hmotnost vrtulové hlavy: 4,7 kg

### Součásti
- Ventilový rozvod: jeden sací a jeden výfukový ventil na válec, rozvod OHV
- Zapalování: 2 magnety Scintilla LV 6-D, ruční startér Walter Mechano 4
- Příprava palivové směsi: karburátor Walter HOB36N AI48-DX
- Požadavek na paliva: min. 75oktanový letecký benzín
- Spotřeba paliva: 250–260 g·h−1·k−1 / 340–354 g·h−1·kW−1
- Mazací soustava: suchá kliková skříň, tlakové, oběžné
- Spotřeba oleje: 10–15 g·h−1·k−1 / 13,6–20,4 g·h−1·kW−1
- Chladicí soustava: chlazení vzduchem

### Výkony
- Nominální, jmenovitý výkon: 190 k (139,7 kW) při 2100 ot/min
- Maximální (vzletový) výkon: 205 k (150,8 kW) při 2350 ot/minn
- Kompresní poměr: 5,2:1
- Poměr nom. výkon/objem: 20,7 k/l (15,2 kW/l)
- Poměr max. výkonu k hmotnosti (specifická hmotnost): 1,2 k/kg (0,86 kW/kg)
- Specifická výkonnost: 0,92 kg/k (0,68 kg/kW)

## Galerie

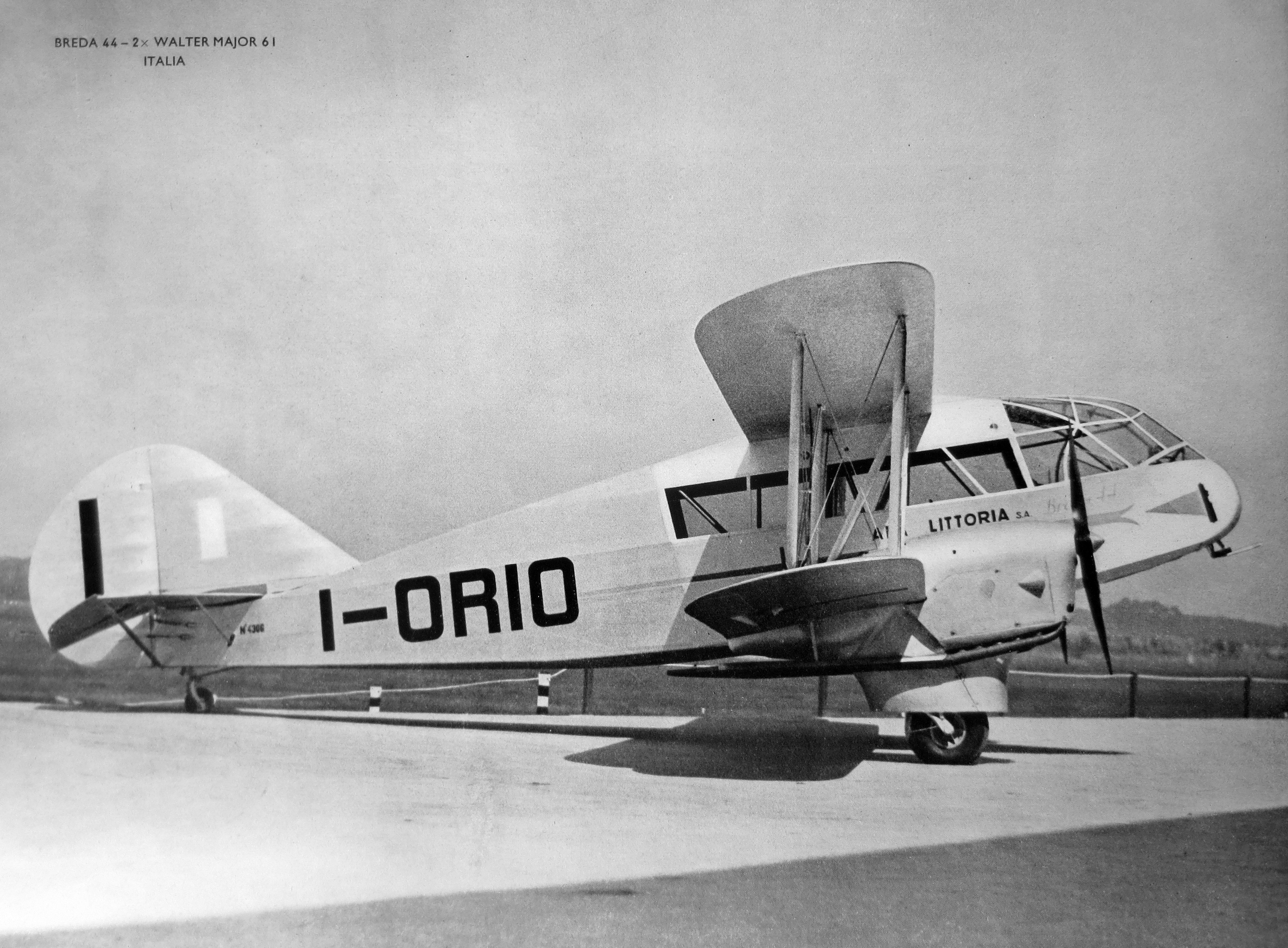
Walter Major 6 a Breda Ba.44
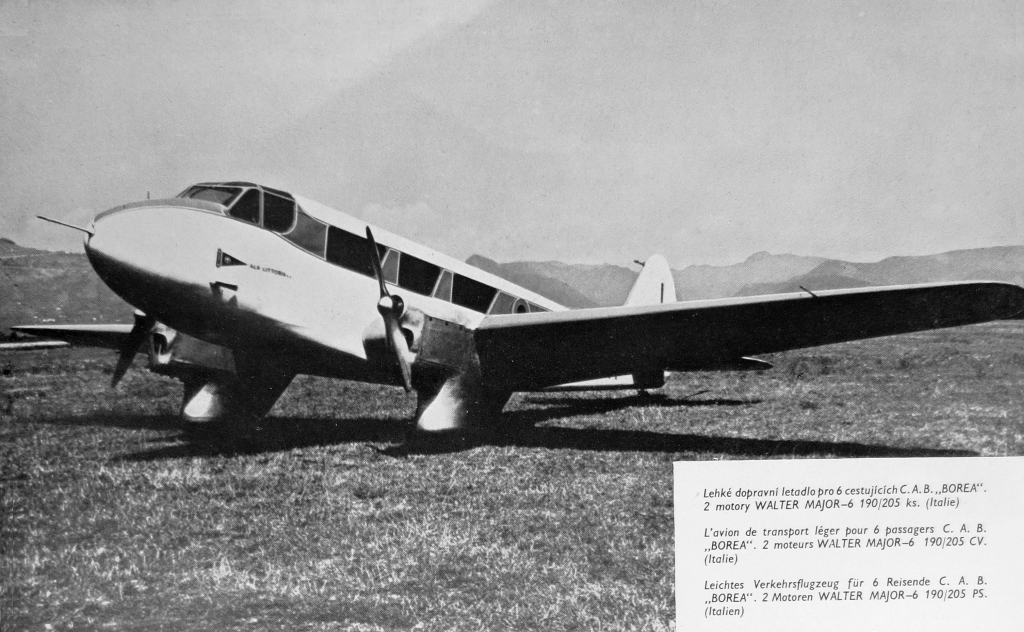
Walter Major 6 a Caproni Ca.308 Borea
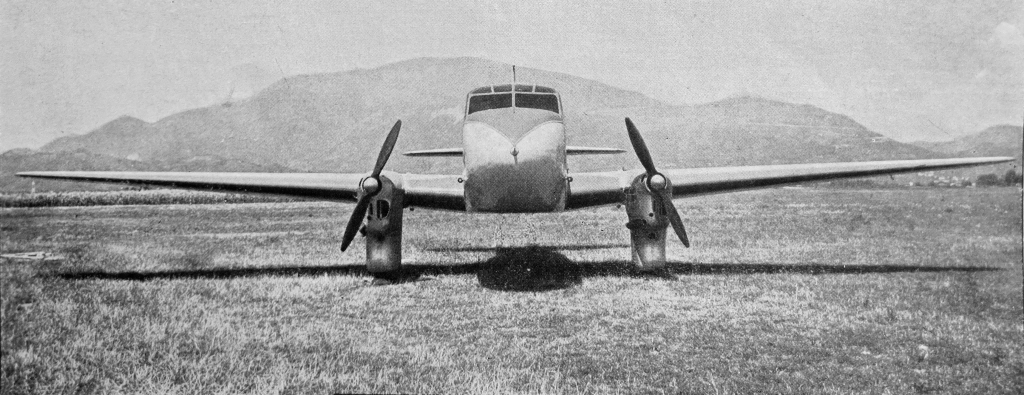
Walter Major 6 a Caproni Ca.308 Borea
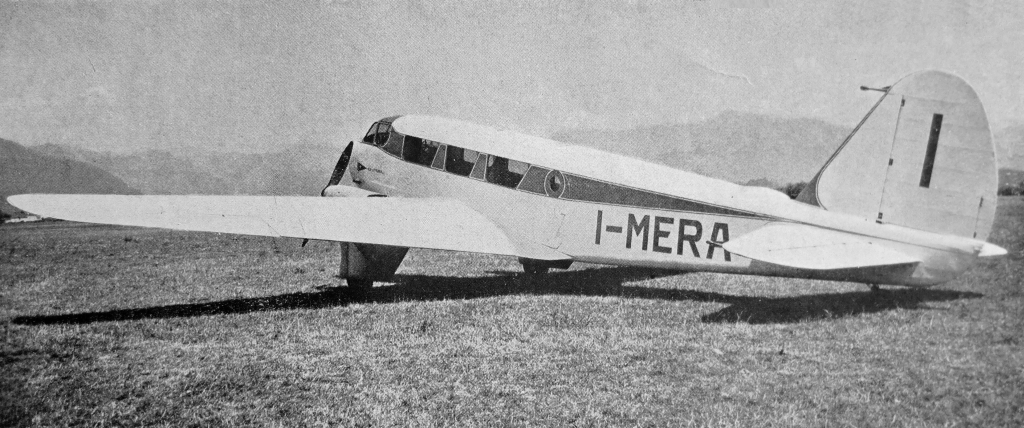
Walter Major 6 a Caproni Ca.308 Borea
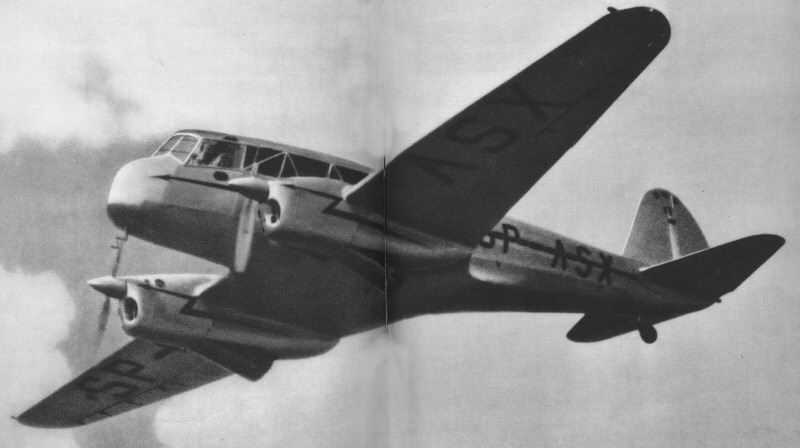
RWD-11 (původní verze, SP-ASX)
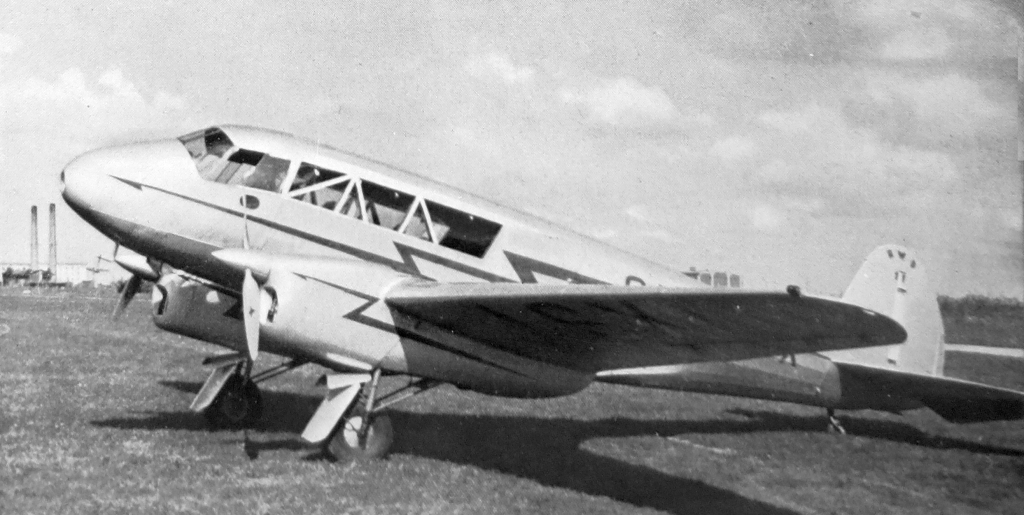
RWD-11 a Walter Major 6 (Le Pontential Aérien Mondial 1936)
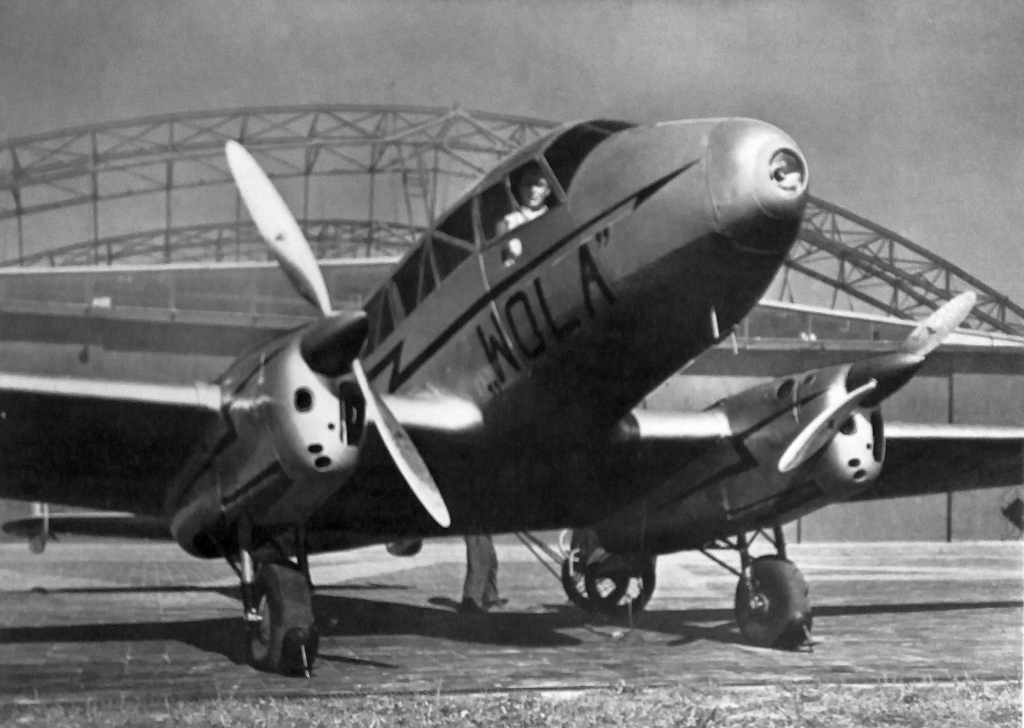
RWD-11 (Wola) a Major 6
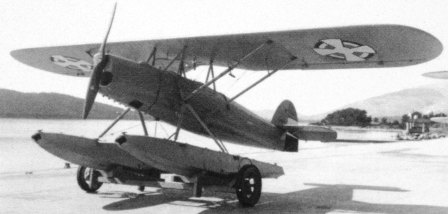
Rogožarski SIM XII-H
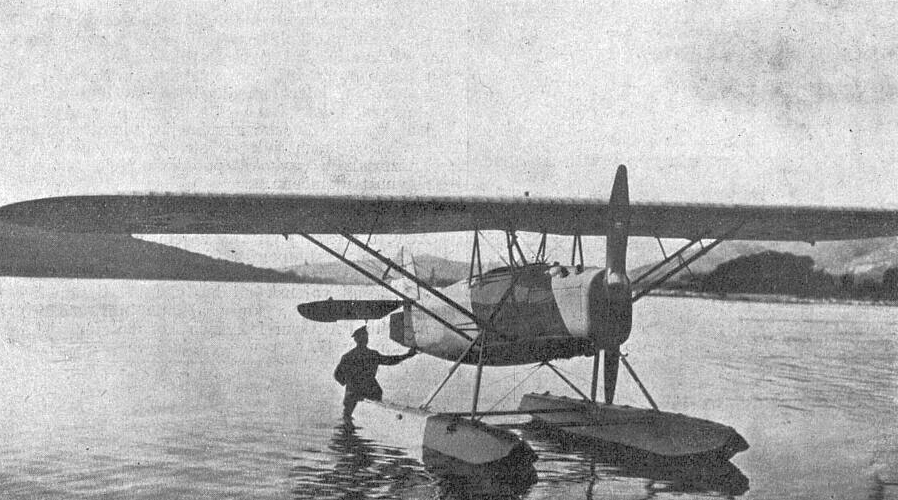
Rogožarski SIM XII-H (Aerophile červen 1938)